# Joel Pringle
Joel Roberts Poinsett Pringle (* 4. Februar 1873 in Georgetown County, South Carolina; † 25. September 1932 in San Diego, Kalifornien) war ein US-amerikanischer Vizeadmiral der US Navy, der unter anderem zwischen 1927 und 1930 Präsident des Naval War College war.

## Leben

### Herkunft, Ausbildung und Verwendungen als Seeoffizier
Pringle war der Sohn des Diplomaten Dominick Lynch Pringle, der unter anderem Gesandter im Osmanischen Reich war, und dessen Frau Caroline Lowndes Pringle, der Tochter eines Marineoffiziers. Seine Vornamen erhielt er nach dem Diplomaten und Politiker Joel Roberts Poinsett, der unter anderem Mitglieder des US-Repräsentantenhauses für South Carolina und Kriegsminister und ein angeheirateter Verwandter der Familie Pringle war.
Nach dem Schulbesuch und einer Ausbildung an der Porter Military Academy in Charleston trat er 1888 in die US Naval Academy in Annapolis ein. Nach deren Abschluss fand er von 1892 bis 1894 Verwendung auf der USS Mohican und danach auf dem Kreuzer USS Minneapolis, an deren Bord er an Aufklärungsfahrten während des Spanisch-Amerikanischen Krieges teilnahm. Ende 1898 wurde er als Unterleutnant zum Schulschiff USS Enterprise versetzt, ehe er 1899 an der US Naval Academy tätig war. Während dieser Zeit heiratete er am 25. Januar 1899 Cordelia Pythian, eine Tochter von Kommodore R. L. Pythian. Aus der Ehe ging eine Tochter hervor.
Nach seiner Beförderung zum Leutnant zur See im März 1899 sowie zum Oberleutnant zur See im Jahr 1900 fand Pringle zwischen 1900 und 1917 Verwendung als Seeoffizier in verschiedenen Verwendungen wie zum Beispiel als Kommandant des zur Atlantikflottille gehörenden Zerstörers USS Perkins. Er war zwischen 1911 und 1913 Verwaltungsoffizier des Schlachtschiffs USS Nebraska und wurde in dieser Zeit 1912 zum Fregattenkapitän befördert. Im Juni 1916 übernahm er das Kommando über die Zerstörerdivisionen 3 und 4 der Zweiten Atlantikflottille, der Befehlshaber er schließlich im November 1916 wurde mit dem Zerstörertender USS Melville als Flaggschiff.

### Erster Weltkrieg und Präsident des Naval War College
Nach der Verschärfung des U-Boot-Kriegs und dem Kriegseintritt der Vereinigten Staaten in den Ersten Weltkrieg wurde Pringle im August 1917 im temporären Rank als Kapitän zur See und Befehlshaber der Zweiten Atlantikflottille mit 37 Zerstörern und zwei Tendern nach Cobh in Irland verlegt. Dort bildete er gemeinsam mit den britischen Zerstörern unter Admiral Lewis Bayly einen gemeinsamen Zerstörerverband unter dem Befehl von Admiral William S. Sims. Am 9. Oktober 1917 wurde er Chef des Stabes dieses Verbandes und war de facto amtierender Befehlshaber, da sich Sims als Verbindungsoffizier zur Royal Navy überwiegend in London aufhielt. Nachdem Admiral Bayly Befehlshaber des Verbandes geworden war, blieb Pringle Chef des Stabes und war insbesondere für die Logistik der US-amerikanischen und britischen Einheiten verantwortlich. Am 1. Juli 1918 wurde ihm der permanente Rang als Kapitän zur See verliehen.
Nach Kriegsende kehrte Pringle im März 1919 in die USA zurück und absolvierte ein einjähriges Studium am Naval War College in Newport. Anschließend blieb er dort von März 1920 bis 1921 im Stab von Admiral Sims, der erneut Präsident des Naval War College war. Nach einer Verwendung als Commanding Officer des Schlachtschiffs USS Idaho fungierte er zwischen 1923 und 1925 als Chef des Stabes des Naval War College. Im Juli 1925 wurde er Chef des Stabes beim Commanding Officer der Schlachtschiffe der Schlachtflotte und erhielt während dieser Zeit am 6. Dezember 1926 seine Beförderung zum Konteradmiral.
Im Anschluss war Pringle als Nachfolger von William V. Pratt von 1927 bis zu seiner Ablösung durch Harris Laning 1930 selbst Präsident des Naval War College, ehe er 1930 US-Vertreter bei der Londoner Konferenz für Marineabrüstung wurde. Im Mai 1932 kehrte er zurück und wurde Befehlshaber der 3. Schlachtschiffdivision der Schlachtflotte sowie einige Monate später Oberbefehlshaber der Schlachtflotte (Battle Fleet). In seiner nächsten Verwendung war er als Chief of Naval Operations vorgesehen. Er verstarb allerdings unerwartet am 25. September 1932 in San Diego.

## Ehrungen

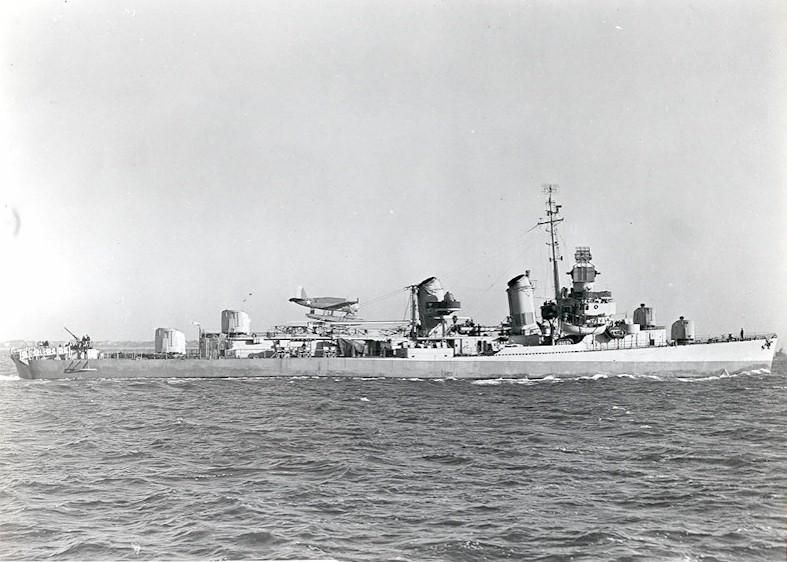
Die Pringle im Dezember 1942

Nach Pringle wurde 1934 die Pringle Hall im Naval War College benannt. Darin befand sich bis zur Einführung eines elektronischen Kriegsspielsimulators 1957 die Kriegsspielabteilung. Außerdem ein Hörsaal mit 432 Sitzplätzen, der Quinn-Vorlesungssaal, das Naval Staff College, das Studio für grafische Künste, die Fotostudio-Abteilung und der Naval War College-Verlag. Ihm zu Ehren wurde ferner 1942 der Zerstörer Pringle getauft.